# Let's dance (Chris Montez)
Let’s dance is een liedje geschreven door muziekproducent Jim Lee.

## Chris Montez
Het werd de debuutsingle van Chris Montez. Het is afkomstig van zijn album Let’s dance and have some kinda fun!!! uit 1963 en genoemd naar Montez’ eerste singles. Het nummer werd opgenomen in Hollywood en uitgebracht via Monogram Records, een sublabel van London Records.

### Hitnotering
Chris Montez had direct succes. In de Verenigde Staten haalde het een vierde plaats in de Billboard Hot 100. In het Verenigd Koninkrijk haalde het diverse malen de hitparade:
- 1962: 18 weken met als hoogste plaats nummer 2
- 1972: 13 weken met als hoogste plaats nummer 9
- 1979: 3 weken met als hoogste plaats nummer 47

Bij de oorspronkelijk uitgave in 1962 voerden Nederland en België nog geen officiële hitparades. Uit beschikbare lijsten zoals die van Muziek Expres blijkt dat het plaatje toch redelijk verkocht in Nederland. Het stond vier maanden genoteerd in de maandelijkse top 30 van dat blad (plaatsen 9, 3, 7 en 11) . In België vond iets soortgelijks plaats in de Juke Box Top 20.

#### NPO Radio 2 Top 2000
| Nummer met noteringen in de NPO Radio 2 Top 2000 | '99  | '00-'02 | '03  |
| ------------------------------------------------ | ---- | ------- | ---- |
| Let's dance                                      | 1884 | -       | 1941 |

1. ↑  Een '-' betekent dat het nummer niet was genoteerd en een vetgedrukt getal geeft de hoogste notering aan.
2. ↑  Deze tabel is bijgewerkt tot en met de laatste editie (2024).

## Covers
Het nummer werd een twintigtal keren gecoverd, waaronder door rockers Status Quo en Mud. Daarvan raakten enigszins bekend de versie van John Belushi uit de film National Lampoon's Animal House en de versie van Tina Turner en David Bowie, die het als intro gebruikten voor Bowies Let’s dance (1988). Een andere versie is minder memorabel. De versie van Slade betekende in wezen de zwanenzang van Slade. Die band sukkelde voort in 1988 en nam dit nummer als grapje op, maar het werd toch uitgebracht. Bijna niemand zat echter op die versie te wachten. Het werd alleen in Engeland uitgebracht en haalde de top 50 niet. Pas na drie jaar zou Slade een nieuwe (mislukte) poging wagen met een single. Er waren ook twee Nederlandse artiesten die zich aan het nummer waagden: Maywood (1991) en Jan Keizer (2003). Er is ook een Nederlandstalige versie beschikbaar: De Nieuwe Snaar zong het in 1989 onder de titel Kom dans, vertaald door Jan De Smet.